# U.S. Men's Clay Court Championships 1993
L'U.S. Men's Clay Court Championships 1993 è stato un torneo di tennis giocato sulla terra. È stata la 83ª edizione del U.S. Men's Clay Court Championships, che fa parte della categoria ATP World Series nell'ambito dell'ATP Tour 1993. Si è giocato a Charlotte in Carolina del Nord negli Stati Uniti dal 12 aprile al 19 aprile 1993.

## Campioni

### Singolare
Horacio de la Peña ha battuto in finale  Jaime Yzaga con il punteggio di 3–6, 6–3, 6–4

### Doppio
Rikard Bergh /  Trevor Kronemann hanno battuto in finale  Javier Frana /  Leonardo Lavalle con il punteggio di 6–1, 6–2